# Gerichtsbezirk Stecken
Der Gerichtsbezirk Stecken (tschechisch soudní okres Štoky) war ein dem Bezirksgericht Stecken unterstehender Gerichtsbezirk im Kronland Böhmen. Er umfasste Gebiete in der Böhmisch-Mährischen Höhe im Okres Havlíčkův Brod. Zentrum des Gerichtsbezirks war der Markt Stecken (Štoky). Das Gebiet gehörte seit 1918 zur neu gegründeten Tschechoslowakei und ist seit 1991 Teil der Tschechischen Republik.

## Geschichte
Die ursprüngliche Patrimonialgerichtsbarkeit wurde im Kaisertum Österreich nach den Revolutionsjahren 1848/49 aufgehoben. An ihre Stelle traten die Bezirks-, Landes- und Oberlandesgerichte, die nach den Grundzüge des Justizministers geplant und deren Schaffung am 6. Juli 1849 von Kaiser Franz Joseph I. genehmigt wurde. Das Gebiet des späteren Gerichtsbezirks Stecken gehörte zunächst zum Gerichtsbezirk Polna im Kreis Časlau, der 1849 gebildet wurde und 1854 aus den 42 Katastralgemeinden Altenberg, ltpfauendorf, Bergersdorf, Bosowitz, Briskau, Deutsch-Gießhübel, Deutsch-Schützendorf, Dobrenz, Dobrikau, Ebersdorf, Hilbersdorf, Höfen, Hrbow, Irschings, Janowic, Jesau, Kleinwěžnic, Lukau, Mukenbrunn, Neuhof, Oberwěžnic, Petrowic, Pfaffendorf, Podeschin, Polna, Preitenhof, Raunek, Schachersdorf, Schlappens, Schrittens, Seelens, Simmersdorf, Sirakow, Skreyschow, Smilau, Steindorf, Steken, Unterwěžnic, Walddörfel, Waldhof, Weißenstein und Zaborna bestand.
Der Gerichtsbezirk Polna bildete im Zuge der Trennung der politischen von der judikativen Verwaltung ab 1868 gemeinsam mit dem Gerichtsbezirk Přibyslau (Přibyslav) den Bezirk Polna.
1878 wurde der Gerichtsbezirk Stecken vom Gerichtsbezirk Polna abgespalten, wobei der neue Gerichtsbezirk aus den 19 Gemeinden Bergersdorf (Kamenná u Jihlavy), Dobrenz (Dobronín), Ebersdorf (Hybrálec), Deutsch-Gießhübel (Německá Vyskytná), Friedrichsdorf (Bedřichov), Hilbersdorf (Heroltice), Irschings (Jiřín), Neuhof (Nové Dvory), Petrowitz, Schlappenz (Šlapanov), Schrittens, Deutsch-Schützendorf (Střelecká), Seelenz (Ždírec), Simmersdorf, Smilau, Steindorf (Hubenov), Stecken (Štoky), Unterwěžnitz und Waldhof (Zborná) sowie der Gemeinde Blumendorf des Gerichtsbezirks Deutschbrod errichtet wurde. Dadurch wurden die mehrheitlich deutschsprachigen Gemeinden von den rein tschechischsprachigen Gemeinden des Gebietes getrennt und zu einem eigenen Gerichtsbezirk zusammengefasst.
Der Gerichtsbezirk Stecken verblieb zunächst im Bezirk Polna, der jedoch zugleich mit der Errichtung des Bezirks Königliche Weinberge aufgelöst wurde. Die Gerichtsbezirke Stecken und Polna wurden dann dem Bezirk Deutschbrod zugewiesen, wobei diese Änderung per 1. Oktober 1884 rechtswirksam wurde.
Im Gerichtsbezirk Stecken lebten 1900 12.606 Personen.
1910 wies der Gerichtsbezirk eine Bevölkerung von 12.805 Personen auf, von denen 9.680 Deutsch und 3.100 Tschechisch als Umgangssprache angaben. Im Gerichtsbezirk lebten zudem 25 anderssprachige oder staatsfremde Personen.
Durch die Grenzbestimmungen des am 10. September 1919 abgeschlossenen Vertrages von Saint-Germain kam der Gerichtsbezirk Stecken vollständig zur neugegründeten Tschechoslowakei, wobei die Gerichtseinteilung bis 1938 im Wesentlichen bestehen blieb.
Nach dem Zweiten Weltkrieg wurden die deutschsprachigen Bewohner der Iglauer Sprachinsel vertrieben, und das Gebiet wurde Teil des Okres Havlíčkův Brod, zu dem es bis heute gehört. Nachdem die Bezirksbehörden im Zuge einer Verwaltungsreform 2003 ihre Verwaltungskompetenzen verloren, werden diese von den Gemeinden bzw. dem Kraj Vysočina wahrgenommen, zu dem das Gebiet um Polná seit Beginn des 21. Jahrhunderts mit anderen Bezirken zusammengefasst wurde.

## Gerichtssprengel
Der Gerichtssprengel umfasste 1910 die 25 Gemeinden Bergersdorf (Kamenná), Blumendorf (Květnov), Bosowitz (Pozovice), Deutsch Gießhübel (Německá Vyskytná), Deutsch Schützendorf (Střelecká), Dobrenz (Dobrodín), Ebersdorf (Hybrálec), Friedrichsdorf (Bedřichov), Hilbersdorf (Heroltice), Höfen (Dvorce), Irschings (Jiřín), Jesau (Jezina), Muckenbrunn (Mukubruny), Neuhof (Nové Dvory), Petrowitz (Petrovice), Pfauendorf (Pávov), Schlappenz (Šlapanov), Schrittenz (Střítež), Seelenz (Ždírec), Simmersdorf (Smrčná), Smilau (Smilov), Stecken (Štoky), Steindorf (Hubenov), Unterwěžnitz (Dolni Věžnice) und Waldhof (Zborná).